# Mungaoli
Mungaoli é uma cidade e uma nagar panchayat no distrito de Guna, no estado indiano de Madhya Pradesh.

## Geografia
Mungaoli está localizada a 24° 25′ N, 78° 06′ L. Tem uma altitude média de 372 metros (1 220 pés).

## Demografia
Segundo o censo de 2001, Mungaoli tinha uma população de 19 536 habitantes. Os indivíduos do sexo masculino constituem 53% da população e os do sexo feminino 47%. Mungaoli tem uma taxa de literacia de 67%, superior à média nacional de 59,5%: a literacia no sexo masculino é de 75% e no sexo feminino é de 58%. Em Mungaoli, 16% da população está abaixo dos 6 anos de idade.